# Phorotrophus malaisei
Phorotrophus malaisei là một loài tò vò trong họ Ichneumonidae.